# Сан-Жуан-да-Боа-Виста
Сан-Жуан-да-Боа-Виста (порт. São João da Boa Vista)  —  муниципалитет в Бразилии, входит в штат Сан-Паулу. Составная часть мезорегиона Кампинас. Входит в экономико-статистический  микрорегион Сан-Жуан-да-Боа-Виста. Население составляет 79 935 человек на 2007 год. Занимает площадь 516,146 км². Плотность населения — 155,10 чел./км².
Праздник города —  24 июня.

## История
Город основан в 1821 году.

## Статистика
- Валовой внутренний продукт на 2003 составляет 664.851.906,00 реалов (данные: Бразильский институт географии и статистики).
- Валовой внутренний продукт на душу населения на 2003 составляет 8.240,20 реалов (данные: Бразильский институт географии и статистики).
- Индекс развития человеческого потенциала на 2000 составляет 0,843 (данные: Программа развития ООН).

## География
Климат местности: субтропический. В соответствии с классификацией Кёппена, климат относится к категории Cfb.

## Галерея

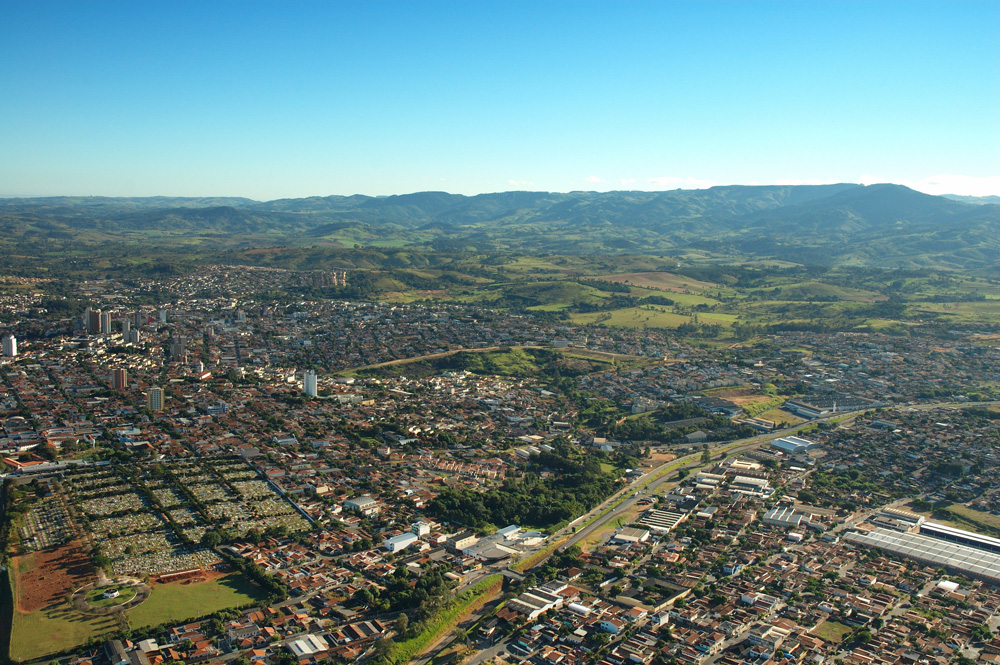
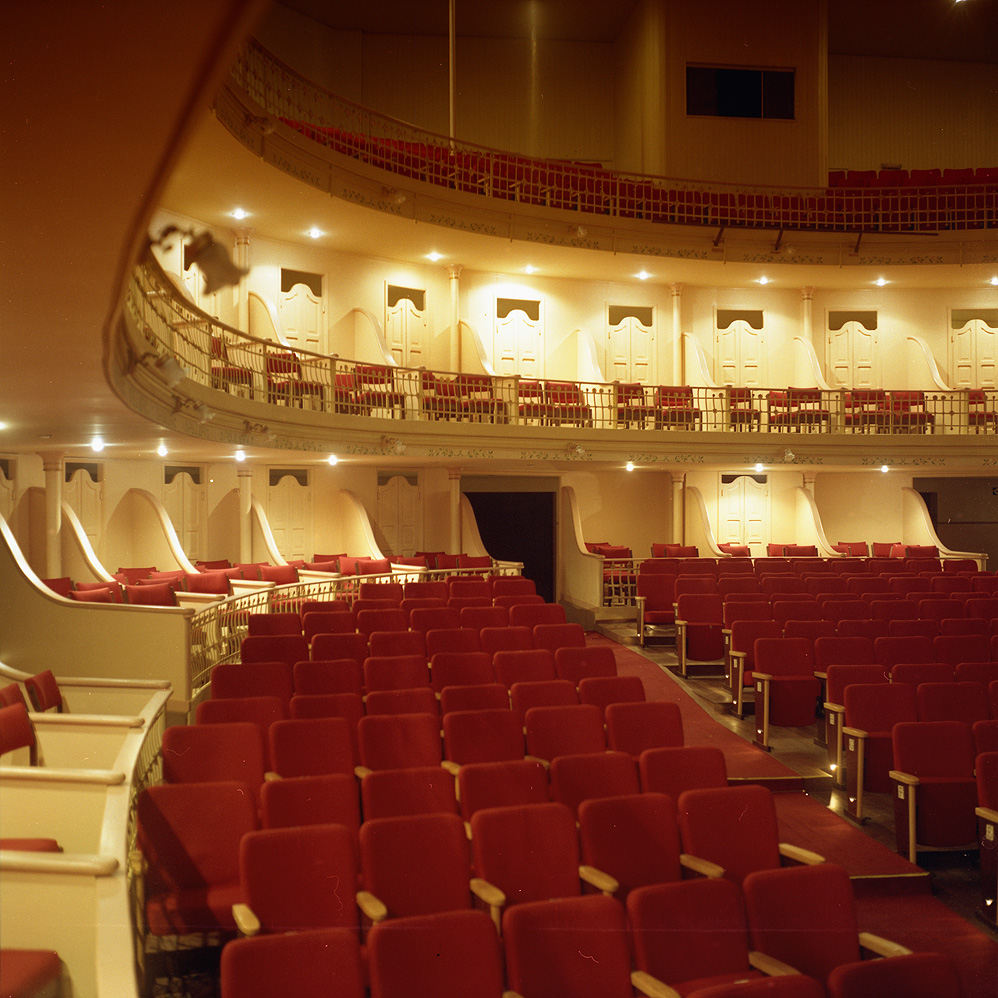
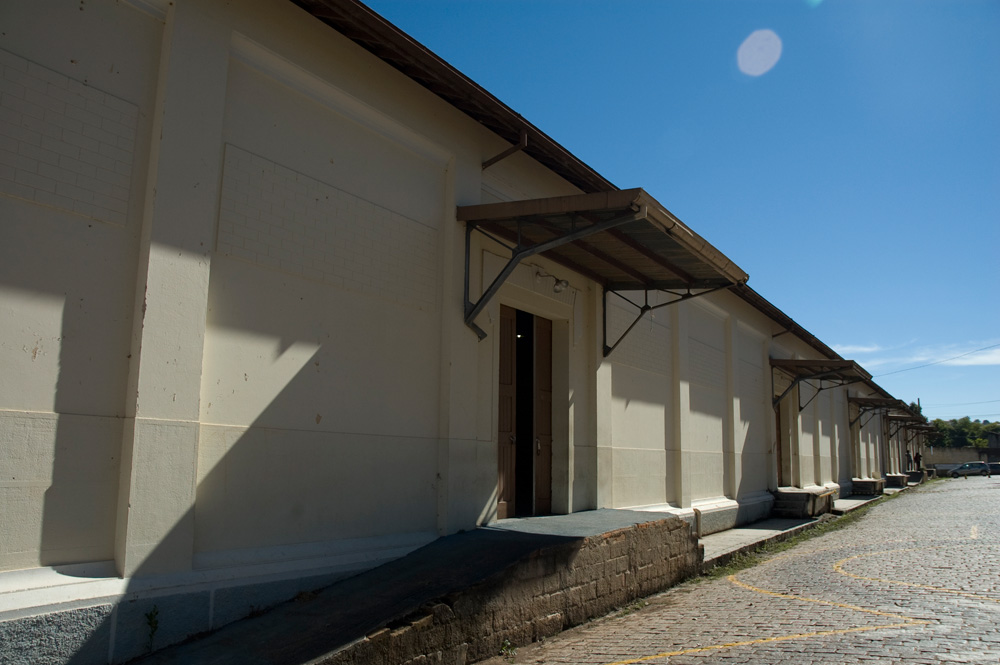
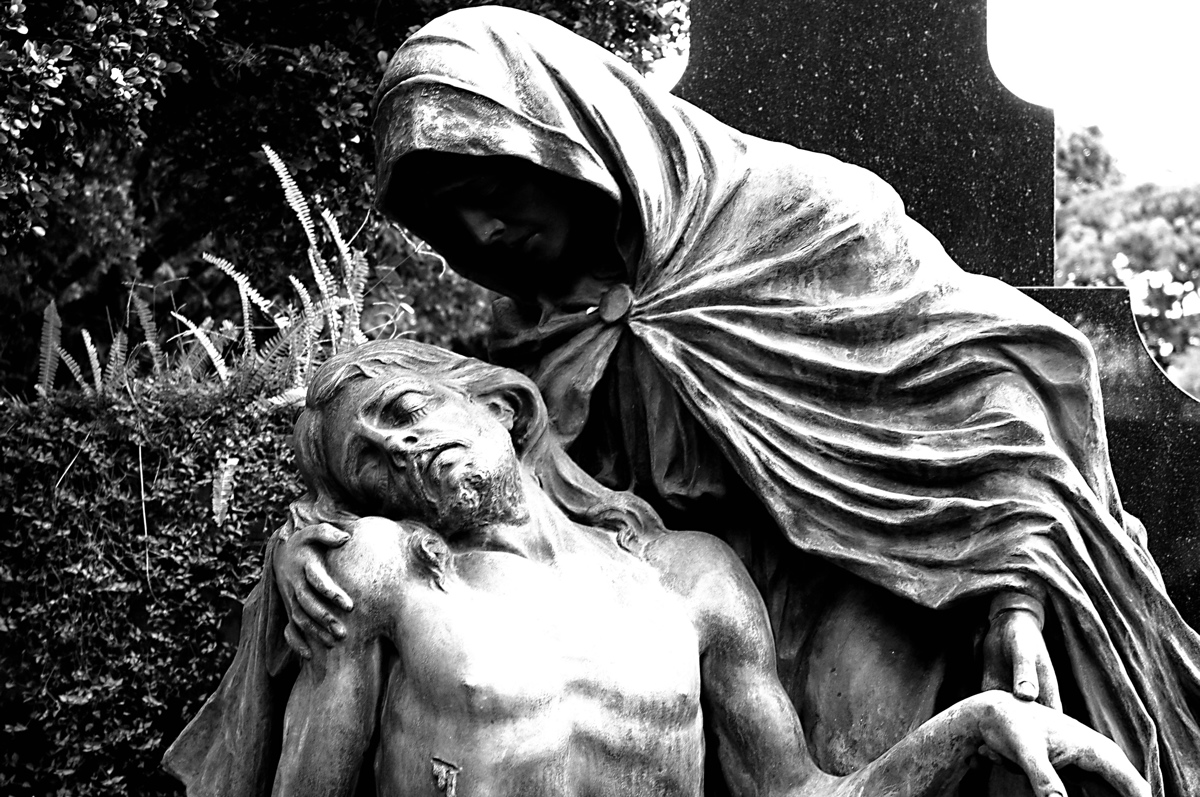
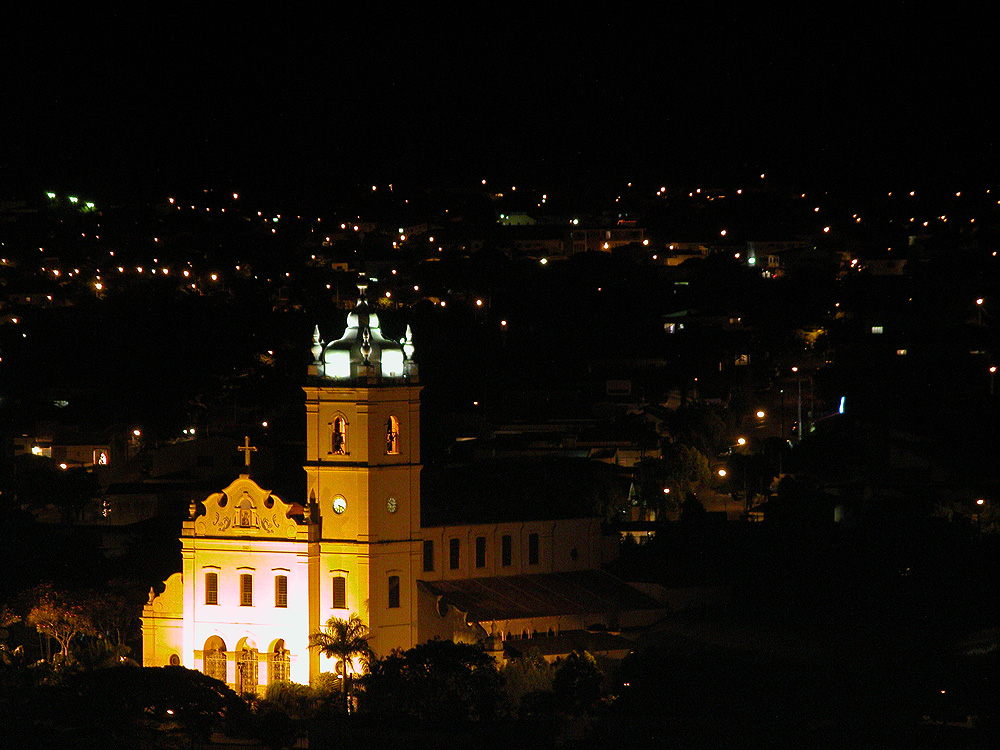
Собор